# Дмитриев, Валентин Иванович
Валенти́н Ива́нович Дми́триев (27 мая 1927 — 22 августа 2020) — советский партийный деятель, дипломат. Депутат Совета Национальностей Верховного Совета СССР 10-11 созывов (1979—1989) от Латвийской ССР. Депутат Верховного Совета РСФСР 8-9 созывов и Верховного Совета Латвийской ССР 10-11 созывов. Кандидат в члены ЦК КПСС (1981—1990). Делегат XXIII—XXVII съездов КПСС.

## Биография
Родился 27 мая 1927 года в селе Тины, ныне Нижнеингашского района Красноярского края.
В 1943 году ушёл добровольцем на флот, служил на миноносце до 1950 года.
Окончил Одесский гидротехнический институт в 1955 году и ВПШ при ЦК КПСС (заочно) в 1971 году.
Работал на стройках мастером, прорабом (г. Первоуральск). В 1956—1959 годах — главный инженер строительного управления треста «Южуралспецстрой» в Магнитогорске.
С 1959 года — секретарь одного из райкомов партии Магнитогорска, начальник строительного управления, секретарь парткома треста «Магнитострой».
В 1962—1970 годах — первый секретарь Магнитогорского горкома КПСС.
В 1970—1979 годах — первый секретарь Челябинского горкома КПСС.
В 1979—1980 годах — инспектор ЦК КПСС.
В 1980—1986 годах — второй секретарь ЦК КП Латвии.
С 22 июля 1986 по 15 августа 1990 года — чрезвычайный и полномочный посол СССР в Эфиопии.
Делегат XXIII—XXVII съездов КПСС.
После выхода на пенсию жил в Москве.
Умер в 2020 году. Похоронен на Троекуровском кладбище.

## Награды
- орден Ленина
- орден Отечественной войны II степени
- Орден Октябрьской Революции
- два ордена Трудового Красного Знамени
- медали